# L・S・スタヴリアノス
L・S・スタヴリアノス（Leften Stavros Stavrianos、1913年2月5日 – 2004年3月23日）は、ギリシャ・カナダ系アメリカ人の歴史家である。
彼の最も知られている著作は、『全球通史：先史時代から21世紀まで』（A Global History: From Prehistory to the 21st Century）と『1453年からのバルカン諸国』（The Balkans Since 1453）である。彼はオスマン帝国への東洋学的な考え方に疑問を示した。